# Șeredeiu, Sălaj
Șeredeiu (în maghiară Sereden), este un sat în comuna Horoatu Crasnei din județul Sălaj, Transilvania, România.
Atestare documentară: 1270 Seredunke. 